# Eugnophomyia pammelas
Eugnophomyia pammelas är en tvåvingeart som först beskrevs av Alexander 1922.  Eugnophomyia pammelas ingår i släktet Eugnophomyia och familjen småharkrankar.
Artens utbredningsområde är Paraguay. Inga underarter finns listade i Catalogue of Life.